# Tommy Waidelich
Karl Tommy Waidelich, född 13 september 1963 i Skarpnäck, är en svensk politiker (socialdemokrat), som var riksdagsledamot 1994–1995 och 1998–2014, ledamot av Europaparlamentet 1995–1998.
Den 29 mars 2011 utsågs Tommy Waidelich till Socialdemokraternas ekonomisk-politiska talesperson efter Thomas Östros. Han miste emellertid det uppdraget den 23 februari 2012 då istället Magdalena Andersson utsågs.
I riksdagen var han ordförande för EU-nämnden 2004–2006 och vice ordförande för finansutskottet 2011–2012. Han var även under olika perioder ledamot i EU-nämnden, finansutskottet, konstitutionsutskottet, utrikesnämnden och utrikesutskottet, samt var suppleant i ett antal riksdagsutskott. Tommy Waidelich var också vice ordförande i Riksrevisionens styrelse 2006–2010 och vice ordförande i Riksrevisionens parlamentariska råd 2011.
I Europaparlamentet var han bland annat ledamot av budgetutskottet 1995–1998. Åren 1996–2004 var han ordförande för Socialdemokraterna i Stockholms län. Han efterträddes som sådan av Mikael Damberg.
Han har tidigare arbetat som brevbärare och som politisk sekreterare i Södertälje kommun. 